# لؤي عاشور
لؤي شريف عاشور (مواليد 15 مايو 1996) هو لاعب كرة قدم مصري-قطري يلعب مع نادي أم صلال في دوري نجوم قطر كحارس مرمى.

## مسيرة اللاعب
لعب مع النادي العربي ونادي المرخية ونادي أم صلال.